# Dig og mig (film)
 For alternative betydninger, se Dig og mig. (Se også artikler, som begynder med Dig og mig)
Dig og mig er en dansk ungdomsdramafilm fra 2008 skrevet og instrueret af Christian E. Christiansen. Filmen er en udvidet udgave af den oscar-nominerede kortfilm Om natten.

## Medvirkende
- Laura Christensen – Sara
- Julie Ølgaard – Stephanie
- Neel Rønholt – Mette
- Pilou Asbæk
- Thomas Voss
- Christian Tafdrup
- Henrik Prip – Saras far
- Laus Høybye
- Anders Heinrichsen
- Toke Græsborg
- Rasmus Botoft
- Teis Bayer
- Mette Mai Langer
- Signe Vaupel
- Lars Simonsen
- Simone Bendix
- Anna Eline Levin
- David Levin